# Chu kỳ Milankovitch

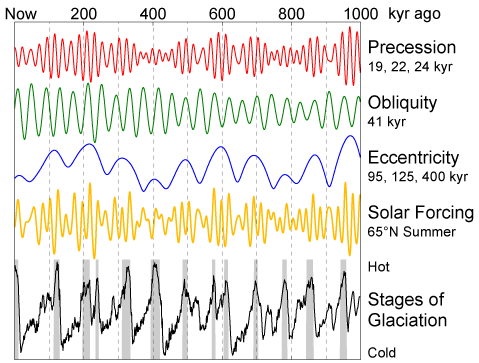
Đồ thị của các chu kỳ Milankovitch, được tính toán cho một triệu năm trở lại đây, với các chu kỳ của hệ số tiến động (Precession), độ nghiêng trục quay (Obliquity), và độ lệch tâm quỹ đạo của Trái Đất (Eccentricity). Cũng cho trong hình là biến thiên trong cường độ bức xạ Mặt Trời (Solar Forcing) vào mùa hè tại vĩ độ 65° B, và sự thay phiên của các thời kỳ nóng và lạnh trong thế Pleistocene trẻ (Stages of glaciation) được xác định từ các dữ liệu địa chất đại diện khí hậu.

Chu kỳ Milankovitch là tên gọi cho hiệu ứng tổ hợp của các thay đổi trong chuyển động của Trái Đất lên khí hậu của nó. Khái niệm này được nghiên cứu và đặt tên theo nhà địa vật lý và thiên văn người Serbia, Milutin Milanković. Vào những năm 1920, ông đã giả thuyết rằng độ lệch tâm, độ nghiêng trục và tuế sai của quỹ đạo Trái Đất biến đổi theo một số mô hình, tạo ra các chu kỳ 100.000 năm của thời kỳ băng hà trong sự đóng băng thuộc kỷ Đệ tứ thuộc vài triệu năm gần đây. Trục tự quay của Trái Đất hoàn thành một chu kỳ tuế sai trong khoảng 26.000 năm. Cùng thời gian đó, quỹ đạo elíp cũng tự quay (chậm hơn), dẫn đến chu kỳ 22.000 năm của các điểm phân. Ngoài ra độ nghiêng của trục Trái Đất tương đối so với Mặt Trời cũng dao động trong khoảng 21,5° đến 24,5° và hoàn thành một chu kỳ sau 41.000 năm. Hiện nay, trục Trái Đất nghiêng khoảng 23,5° so với đường trực giao của mặt phẳng quỹ đạo.
Học thuyết Milankovitch về thay đổi khí hậu không hoàn hảo: về chi tiết cụ thể thì các thay đổi lớn nhất là nằm ở thang thời gian 100.000 năm nhưng ảnh hưởng là tương đối nhỏ ở thang thời gian này - xem thời kỳ băng hà để có thêm thông tin. Các hiện tượng khác (từ hiệu ứng của CO2 hay từ động lực học các lớp băng) được viện dẫn để giải thích sai khác này.
Các học thuyết tương tự của Milankovitch được Joseph Adhemar, James Croll và một số nhà khoa học khác đưa ra, nhưng sự kiểm chứng rất khó khăn vì sự thiếu vắng các chứng cứ thời gian tin cậy được hay sự nghi ngờ là các thời kỳ nào là quan trọng một cách chính xác. Người ta vẫn chưa thể nghiên cứu được các biến đổi trong lòng đại dương và bài báo quan trọng của Hayes, Imbrie và Shackleton "Các biến đổi trong quỹ đạo Trái Đất: người hướng dẫn của thời kỳ băng hà" trong tạp chí "Science" năm 1976, đã làm cho học thuyết đạt đến trạng thái hiện tại của nó.

## Các chuyển động của Trái Đất
Do Trái Đất tự quay xung quanh trục của nó và quay quanh Mặt Trời trên quỹ đạo, một vài biến thiên chu kỳ đã diễn ra. Mặc dù các đường cong có một lượng lớn các thành phần có dạng hình sin, nhưng rất ít thành phần là chủ yếu. Milankovitch nghiên cứu các thay đổi trong độ lệch tâm, độ nghiêng và tuế sai trong các chuyển động của Trái Đất. Các thay đổi như vậy trong chuyển động và định hướng làm thay đổi lượng và khu vực nhận bức xạ từ Mặt Trời. Milankovitch nhấn mạnh nghiên cứu các thay đổi được ghi nhận tại 65° B vì một lượng lớn lục địa ở vĩ độ đó. Các khối đất đai có phản ứng với các thay đổi nhiệt độ nhanh hơn nhiều so với các đại dương, bởi vì đất có nhiệt dung thể tích thấp hơn nước, và nước ở bề mặt và ở dưới sâu có sự pha trộn.

### Hình dạng quỹ đạo
Độ lệch tâm hay hình dạng của quỹ đạo của Trái Đất, dao động từ gần như tròn (độ lệch tâm nhỏ nhất, khoảng 0,000055) tới hình elip vừa phải (độ lệch tâm lớn nhất, khoảng 0,0679). Trung bình nhân hay trung bình logarit của độ lệch tâm là 0,0019. Thành phần chủ yếu của các biến đổi này diễn ra với chu kỳ 413.000 năm (độ biến thiên của độ lệch tâm là ±0,012). Các thành phần khác dao động trong khoảng 95.000 và 136.000 năm và chúng có liên hệ lỏng lẻo trong chu kỳ 100.000 năm (các biến thiên từ -0,03 tới +0,02). Độ lệch tâm hiện tại là 0,017 và đang có chiều hướng giảm.
Độ lệch tâm biến thiên chủ yếu là do tác động hấp dẫn từ Sao Mộc và Sao Thổ. Tuy nhiên bán trục lớn của hình elip quỹ đạo vẫn giữ không đổi; theo thuyết nhiễu loạn tính toán tiến hóa của quỹ đạo, bán trục lớn là bất biến. Chu kỳ quỹ đạo (thời gian của một năm thiên văn) cũng là bất biến, bởi vì theo định luật Kepler thứ ba, nó hoàn toàn được xác định bởi bán trục lớn. Do bán trục lớn không đổi nên khi quỹ đạo Trái Đất lệch tâm nhiều hơn, bán trục bé sẽ ngắn đi. Điều này làm tăng mức độ của các thay đổi theo mùa.
Hiện tại, chênh lệch của điểm gần Mặt Trời nhất (điểm cận nhật) và điểm xa nhất (điểm viễn nhật) chỉ là 3,4% (5,1 triệu km hay 3,2 triệu mi hay 0,034 au). Chênh lệch này có nghĩa là khoảng 6,8% trong chênh lệch của bức xạ Mặt Trời tới Trái Đất. Điểm cận nhật hiện tại diễn ra khoảng ngày 3 tháng 1, trong khi điểm viễn nhật vào khoảng ngày 4 tháng 7. Khi quỹ đạo là elíp nhiều hơn, lượng bức xạ Mặt Trời ở điểm cận nhật sẽ có thể lớn hơn tới 23% so với điểm viễn nhật. Tuy nhiên, độ lệch tâm quỹ đạo Trái Đất là luôn rất nhỏ nên biến thiên bức xạ trên quỹ đạo là một nhân tố rất nhỏ trong biến thiên khí hậu theo mùa, so với độ nghiêng trục quay và thậm chí với sự dễ dàng tăng nhiệt của các khối lục địa lớn hơn ở bán cầu Bắc.
Các mùa thiên văn là các góc phần tư của quỹ đạo Trái Đất, được đánh dấu bởi hai điểm phân và hai điểm chí. Định luật Kepler thứ hai khẳng định rằng một khoảng cách của một thiên thể trên quỹ đạo quét qua các diện tích bằng nhau trong những khoảng thời gian bằng nhau; do đó tốc độ quỹ đạo là lớn nhất quanh điểm cận nhật và nhỏ nhất quanh điểm viễn nhật. Trái Đất tốn ít thời gian hơn khi nó đi quanh điểm cận nhật so với điểm viễn nhật. Điều này có nghĩa là độ dài của các mùa là khác nhau. Hiện nay, điểm cận nhật xảy ra quanh ngày 3 tháng 1, nên vận tốc quỹ đạo của Trái Đất làm ngắn thời gian của các mùa đông và mùa thu ở Bắc Bán cầu. Mùa hè ở Bắc Bán cầu dài hơn khoảng 4,66 ngày so với mùa đông, và mùa xuân dài hơn 2,9 ngày so với mùa thu. Độ lệch tâm quỹ đạo lớn hơn làm tăng biến thiên vận tốc quỹ đạo của Trái Đất. Tuy nhiên, hiện nay quỹ đạo của Trái Đất đang trở nên ít lệch tâm hơn (gần tròn hơn); điều này dẫn đến độ dài các mùa trong tương lai gần đều nhau hơn.

### Độ nghiêng trục tự quay

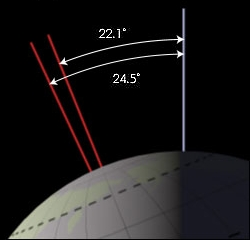
Khoảng 22,1-24,5° trong độ xiên của Trái Đất.

Góc nghiêng của trục tự quay của Trái Đất so với mặt phẳng quỹ đạo có dao động, với sự thay đổi nhỏ khoảng 2,4° trong chu kỳ khoảng 41.000 năm. Hiện tại độ nghiêng của trục tự quay của Trái Đất là khoảng 23,5° so với mặt phẳng quỹ đạo, nằm gần giữa khoảng biến thiên. Độ nghiêng trục đã đạt tới cực đại gần đây nhất vào năm 8700 TCN và bây giờ đang trong pha giảm của chu kỳ, và sẽ đạt tới cực tiểu vào khoảng năm 11,800 SCN. Độ nghiêng trục quay tăng dẫn đến biên độ của chu kỳ bức xạ theo mùa tăng. Tuy nhiên, các tác động này là không đều trên toàn bề mặt Trái Đất. Tại các vĩ độ cao hơn, độ nghiêng tăng sẽ làm tăng tổng bức xạ Mặt Trời hàng năm, và tại gần xích đạo, điều này sẽ giảm.
Khi độ nghiêng của trục đạt tới 24,5°, các mùa đông trở nên lạnh hơn và mùa hè trở nên nóng hơn so với khi độ nghiêng chỉ là 22,1°. Khi độ nghiêng giảm như hiện tại thì dẫn đến mùa đông ấm hơn và mùa hè mát hơn, và khí hậu có xu hướng mát hơn. Bởi phần lớn băng tuyết của hành tinh nằm ở các vĩ độ cao, độ nghiêng giảm sẽ thúc đẩy sự kết thúc của một thời kỳ gian băng và bắt đầu một thời kỳ băng hà do hai lý do: 1) bức xạ vào mùa hè thấp hơn trên toàn cầu, và 2) bức xạ tại các vĩ độ cao giảm xuống (khiến cho băng tuyết tại mùa đông trước đó tan ít hơn).

### Tiến động của trục tự quay

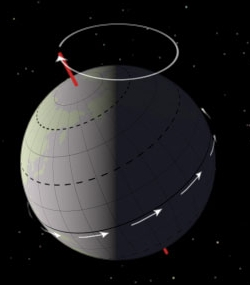
Chuyển động tuế sai.

Tuế sai của các điểm phân hay tiến động trục quay là sự thay đổi trong định hướng của trục tự quay của Trái Đất tương đối so với nền sao cố định, với chu kỳ 25 771,5 năm. Một hệ quả trực tiếp của chuyển động này là trong tương lai Polaris sẽ không còn là sao Bắc cực. Chuyển động tuế sai được gây ra chủ yếu bởi các lực thủy triều tác dụng bởi Mặt Trời và Mặt Trăng lên Trái Đất tự quay, cả hai thiên thể có đóng góp khoảng cùng bậc độ lớn vào hiệu ứng này. Khi trục tự quay được định hướng để nó hướng tới Mặt Trời ở điểm cận nhật, một bán cầu sẽ có sự chênh lệch về bức xạ lớn hơn giữa các mùa trong khi bán cầu kia sẽ có các mùa ôn hòa hơn. Hiện nay, Trái Đất đang định hướng nghiêng sao cho thời điểm cận nhật xảy ra vào mùa hè ở Nam Bán cầu. Điều này có nghĩa là do trục quay nghiêng khiến cho Nam Bán cầu hướng về phía Mặt Trời, và khoảng cách gần hơn của Trái Đất; bức xạ Mặt Trời sẽ đạt cực đại vào mùa hè ở Nam Bán cầu, và cực tiểu vào mùa đông tại điểm viễn nhật. Do đó trục quay nghiêng và khoảng cách có tác động tăng cường, khiến cho biến thiên bức xạ theo mùa tại Nam Bán cầu chênh lệch lớn hơn. Trong khi đó tại Bắc Bán cầu, hai nhân tố này lại có tác động đối lập: phía bắc nghiêng về Mặt Trời khi Trái Đất ở khoảng cách xa nhất so với Mặt Trời, dẫn đến biến thiên bức xạ chênh lệch ít hơn.
13 000 năm sau hiện nay, tuế sai dẫn đến phía bắc sẽ nghiêng về Mặt Trời khi Trái Đất ở điểm cận nhật. Khi đó, ngược lại với hiện nay, hướng nghiêng trục và độ lệch tâm quỹ đạo (khoảng cách) sẽ đóng góp tăng cường vào sự tăng bức xạ Mặt Trời cực đại trong mùa hè tại Bắc Bán cầu. Tuế sai trục dẫn đến biến thiên bức xạ chênh lệch lớn hơn ở Bắc Bán cầu và chênh lệch thấp hơn ở Nam Bán cầu. Khi trục tuế sai sao cho các điểm phân mùa xuân và mùa thu xảy ra tại các điểm cận viễn, hướng nghiêng của trục và độ lệch tâm quỹ đạo không có tác động tăng cường hay đối lập nhau, hai bán cầu sẽ có sự tương phản tương tự giữa các mùa.

### Tiến động của cận điểm quỹ đạo

Các hành tinh quay quanh Mặt Trời theo quỹ đạo elip mà bản thân quỹ đạo cũng quay rất chậm theo thời gian (tiến động cận điểm). Độ lệch tâm và tốc độ của tiến động đã được phóng đại để dễ quan sát.

Ảnh hưởng của tiến động đối với các mùa ở Bắc Bán cầu.

Bản thân quỹ đạo elip quay tiến động trong không gian một cách không đều, hoàn thành một chu kỳ sau mỗi 112 000 năm tương đối với các sao cố định. Điểm cận nhật quay tiến động trong mặt phẳng hoàng đạo và khiến cho định hướng quỹ đạo Trái Đất so với hoàng đạo thay đổi. Hiện tượng này xảy ra chủ yếu là do tương tác từ các hành tinh lớn Sao Mộc và Sao Thổ. Những đóng góp nhỏ hơn đến từ hình dạng cầu dẹt của Mặt Trời và các hiệu ứng tương đối rộng, đã được biết đến nhiều với quỹ đạo của Sao Thủy.
Tiến động cận điểm kết hợp với chu kỳ 25 771,5 năm của tiến động hay tuế sai trục (xem trên) thay đổi vị trí trong năm mà Trái Đất tới điểm cận nhật. Tiến động cận điểm rút ngắn chu kỳ này đến trung bình 23 000 năm (biến thiên giữa 20 800 và 29 000 năm).
Các mùa sẽ dần xảy ra sớm hơn trong năm khi định hướng quỹ đạo của Trái Đất thay đổi. Tác động của tiến động tới các mùa đến từ chuyển động không đều của Trái Đất trên quỹ đạo (xem ở trên). Mùa đông, chẳng hạn, sẽ xảy ra tại một thời điểm sớm hơn trên quỹ đạo. Khi hai củng điểm của Trái Đất (các khoảng cách cực trị tới Mặt Trời) trùng với các điểm phân, độ dài tổng cộng của mùa xuân và mùa hạ sẽ bằng của mùa thu và mùa xuân. Khi chúng trùng với các điểm chí, chênh lệch trong độ dài của những mùa này sẽ là lớn nhất.

### Độ nghiêng quỹ đạo
Quỹ đạo Trái Đất sẽ nghiêng lên trên hay xuống dưới tương đối so với quỹ đạo hiện tại. Milankovitch đã không nghiên cứu chuyển động trong không gian ba chiều này. Biến thiên trong độ nghiêng quỹ đạo còn được gọi là "tuế sai của hoàng đạo" hay "tiến động hành tinh".
Các nhà nghiên cứu gần đây nhận ra chuyển động này và chuyển động tương đối của quỹ đạo Trái Đất so với các quỹ đạo của các hành tinh khác. Mặt phẳng bất biến là mặt phẳng tượng trưng cho xung lượng góc của hệ Mặt Trời, là xấp xỉ với mặt phẳng quỹ đạo của Mộc Tinh. Hiện tại độ nghiêng của quỹ đạo Trái Đất so với mặt phẳng bất biến là 1,57°. Chu kỳ của độ nghiêng đo được là khoảng 70.000 năm so với quỹ đạo Trái Đất, nhưng so với mặt phẳng bất biến (độc lập với quỹ đạo Trái Đất) nó có chu kỳ 100.000 năm. Chu kỳ này rất giống với chu kỳ 100.000 năm của độ lệch tâm quỹ đạo. Cả hai chu kỳ gần như phù hợp với mô hình 100.000 năm của thời kỳ băng hà.
Người ta cho rằng đĩa bụi và mảnh vỡ vũ trụ nằm trong mặt phẳng bất biến và nó có ảnh hưởng theo một số cách thức nào đó lên khí hậu Trái Đất. Hiện tại Trái Đất chuyển động ngang qua mặt phẳng này trong khoảng từ ngày 9 tháng 1 đến 9 tháng 7, khi người ta phát hiện bằng rađa sự gia tăng của các sao băng và các đám mây thuộc tầng giữa của khí quyển có liên quan đến hiện tượng sao băng.

## Các vấn đề
Có một số khó khăn trong việc hòa nhập lý thuyết với các dữ liệu quan trắc.

### Vấn đề 100 kỷ
Vấn đề 100.000 năm là các biến thiên của độ lệch tâm có ảnh hưởng nhỏ hơn đáng kể tới tác động của Mặt Trời so với tuế sai hay độ xiên và vì thế có lẽ là nó tạo ra các hiệu ứng yếu nhất. Tuy nhiên, các quan sát chỉ ra rằng trong vòng 1 triệu năm gần đây thì các thay đổi lớn nhất của khí hậu là có chu kỳ 100.000 năm. Ngoài ra, mặc dù chu kỳ 100.000 năm là tương đối lớn, một số người vẫn bác bỏ do họ cho rằng độ lớn của các ghi chép về khí hậu chưa đủ lớn để có thể thiết lập quan hệ đáng chú ý xét về mặt thống kê giữa khí hậu và độ lệch tâm.

### Vấn đề 400 kỷ
Vấn đề 400.000 năm là các biến thiên của độ lệch tâm có chu kỳ 400.000 năm. Chu kỳ tương tự như vậy đã không được phát hiện trong thay đổi khí hậu. Nếu các biến thiên 100 kỷ là có hiệu ứng mạnh như vậy thì các biến thiên chu kỳ 400 kỷ cũng sẽ phải được phát hiện. Điều này còn được biết đến như là vấn đề giai đoạn 11, sau khi giai đoạn giữa các thời kỳ băng hà trong trạng thái đồng vị đại dương 11 là điều không chờ đợi nếu chu kỳ 400.000 năm có tác động lên khí hậu.

### Vấn đề giai đoạn 5
Vấn đề giai đoạn 5 chỉ tới khoảng thời gian của giai đoạn cuối trong khoảng thời gian giữa hai thời kỳ băng hà (trong giai đoạn đồng vị đại dương 5) mà dường như xuất hiện 10 nghìn năm trước khi tác động của Mặt Trời được giả thuyết hóa là sinh ra nó. Vấn đề này còn được nhắc tới như là vấn đề nhân quả, bởi vì hệ quả xảy ra trước nguyên nhân.

### Hiệu ứng trội hơn nguyên nhân

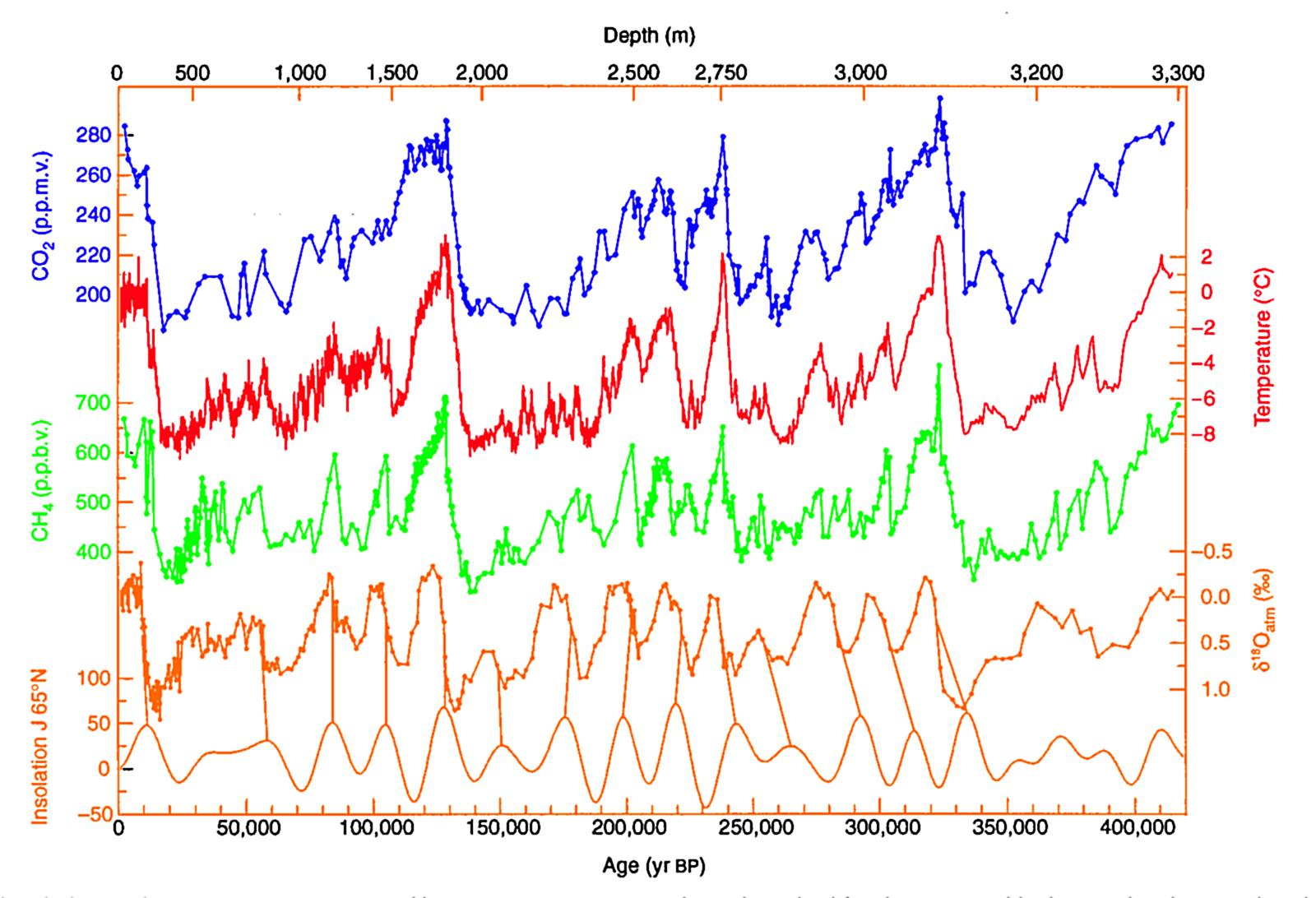
Dữ liệu 420.000 năm của lõi băng đá từ trạm nghiên cứu Vostok, Nam Cực.

Các hiệu ứng của các biến thiên này chủ yếu được coi là do các biến thiên trong cường độ chiếu xạ mặt trời lên các phần khác nhau của địa cầu. Các quan sát chỉ ra rằng thay đổi của khí hậu là mạnh hơn nhiều so với các biến đổi được tính toán. Một số các đặc trưng bên trong của hệ thống khí hậu được coi là nhạy cảm với các thay đổi của sự chiếu sáng, sinh ra sự khuếch đại các phản ứng có hiệu ứng dương và triệt tiêu các phản ứng có hiệu ứng âm.

### Vấn đề không chia đỉnh
Vấn đề không chia đỉnh chỉ tới một thực tế là độ lệch tâm có các biến thiên chia tách được theo hai chu kỳ 95 và 125 kỷ. Các dữ liệu đủ lớn và chính xác về thay đổi khí hậu cần phải có khả năng tách bạch ra theo cả hai chu kỳ, nhưng cho tới nay mọi ghi chép về khí hậu chỉ ra duy nhất 1 chu kỳ đơn theo 100 kỷ. Nó là điểm gây tranh cãi là chất lượng của các dữ liệu hiện có đã đủ đảm bảo để chia tách cả hai chu kỳ hay chưa.

### Vấn đề chuyển tiếp
Vấn đề chuyển tiếp chỉ tới sự thay đổi trong tần số của các biến thiên khí hậu 1 triệu năm trước. Từ 1-3 triệu năm trước, khí hậu có mô hình chủ đạo phù hợp với chu kỳ 41 kỷ của độ xiên. Sau 1 triệu năm trước, nó thay đổi thành chu kỳ 100 kỷ phù hợp với độ lệch tâm. Không có lý do nào được đưa ra cho sự thay đổi này.

## Các trạng thái hiện tại
Lượng bức xạ mặt trời ở bắc bán cầu tại vĩ độ 65° bắc được coi như là có liên quan tới sự diễn ra của thời kỳ băng hà. Các tính toán thiên văn chỉ ra rằng bức xạ mùa hè ở 65° bắc phải tăng dần lên trong 25.000 năm tiếp theo và không có bức xạ mùa hè nào ở 65° bắc giảm đủ mạnh để sinh ra thời kỳ băng hà trong vòng 50.000 - 100.000 năm tiếp theo.
Hiện tại mùa hè ở nam bán cầu diễn ra khi Trái Đất nằm gần điểm cận nhật và mùa đông diễn ra khi Trái Đất nằm gần điểm viễn nhật. Vì thế sự chênh lệch giữa các mùa ở nam bán cầu ở một mức độ nào đó là rõ ràng hơn so với bắc bán cầu. Độ lệch tâm tương đối nhỏ của quỹ đạo hiện tại sinh ra khoảng 6,8% chênh lệch trong lượng bức xạ từ mặt trời trong mùa hè của hai bán cầu.

## Tương lai
Các biến thiên quỹ đạo là dự đoán trước được, do vậy nếu có một mô hình chỉ ra được mối liên hệ giữa các biến thiên quỹ đạo và khí hậu, thì ta có thể cho chạy mô hình này để "dự báo" khí hậu trong tương lai. Có hai điểm cần lưu ý: thứ nhất, các hiệu ứng nhân tạo (như sự ấm toàn cầu) có thể sinh ra những ảnh hưởng lớn, ít nhất là ngắn hạn; và thứ hai là cơ chế mà sự thay đổi trong quỹ đạo ảnh hưởng tới khí hậu vẫn chưa được hiểu rõ, vẫn chưa có một mô hình đủ phù hợp chứng minh mối liên quan giữa khí hậu và các thay đổi quỹ đạo này.
Nghiên cứu năm 1980 của Imbrie thông thường được trích dẫn và Imbrie đã xác định rằng "Bỏ qua các nguồn nhân tạo và các nguồn có thể khác của các biến thiên có ảnh hưởng ở tần số cao hơn một chu kỳ 19.000 năm, mô hình này dự báo rằng sự nguội dài hạn có xu hướng bắt đầu diễn ra cách đây khoảng 6.000 năm trước và sẽ còn tiếp tục trong vòng 23.000 năm tiếp theo."
Những công trình gần đây của Berger và Loutre cho rằng khí hậu ấm hiện tại có thể kéo dài trong 50.000 năm nữa.